# Фернесс, Рейчел
Ре́йчел Фе́рнесс (англ. Rachel Furness; 19 июня 1988, Сандерленд, Англия) — североирландская футболистка, полузащитник и вице-капитан английского клуба «Ливерпуль» и сборной Северной Ирландии.

## Клубная карьера
Уроженка Сандерленда, начала играть в футбол в возрасте 7 лет. В детстве играла со своими двумя старшими братьями, а её отец также был футбольным болельщиком. Является фанатом клуба «Ньюкасл Юнайтед», а её детским кумиром был Алан Ширер.
Начала свою карьеру в женской команде футбольного клуба «Честер-ле-Стрит» из северо-восточного Лондона, после чего в 2004 году перешла в женский клуб «Сандерленд», за который отыграла два сезона. Затем перебралась в «Ньюкасл Юнайтед» (за который выступала с 2006 по 2010 гг.), где она получила серьезную травму колена, из-за которой могла завершить футбольную карьеру. Однако она не последовала совету врачей и решила продолжить заниматься футболом. В 2010 году перешла в исландский клуб «Гриндавик», в котором отыграла один сезон, сыграв в 12 матчах и отметилась 3 мячами. В том ж году вернулась в Англию в «Сандерленд», где провела следующие шесть сезонов.
13 января 2017 года подписала контракт с «Редингом». 7 апреля 2017 года получила награду «Футболистка года в Северной Ирландии» от Ирландской футбольной ассоциации (ИФА), которая вручалась впервые среди женщин.

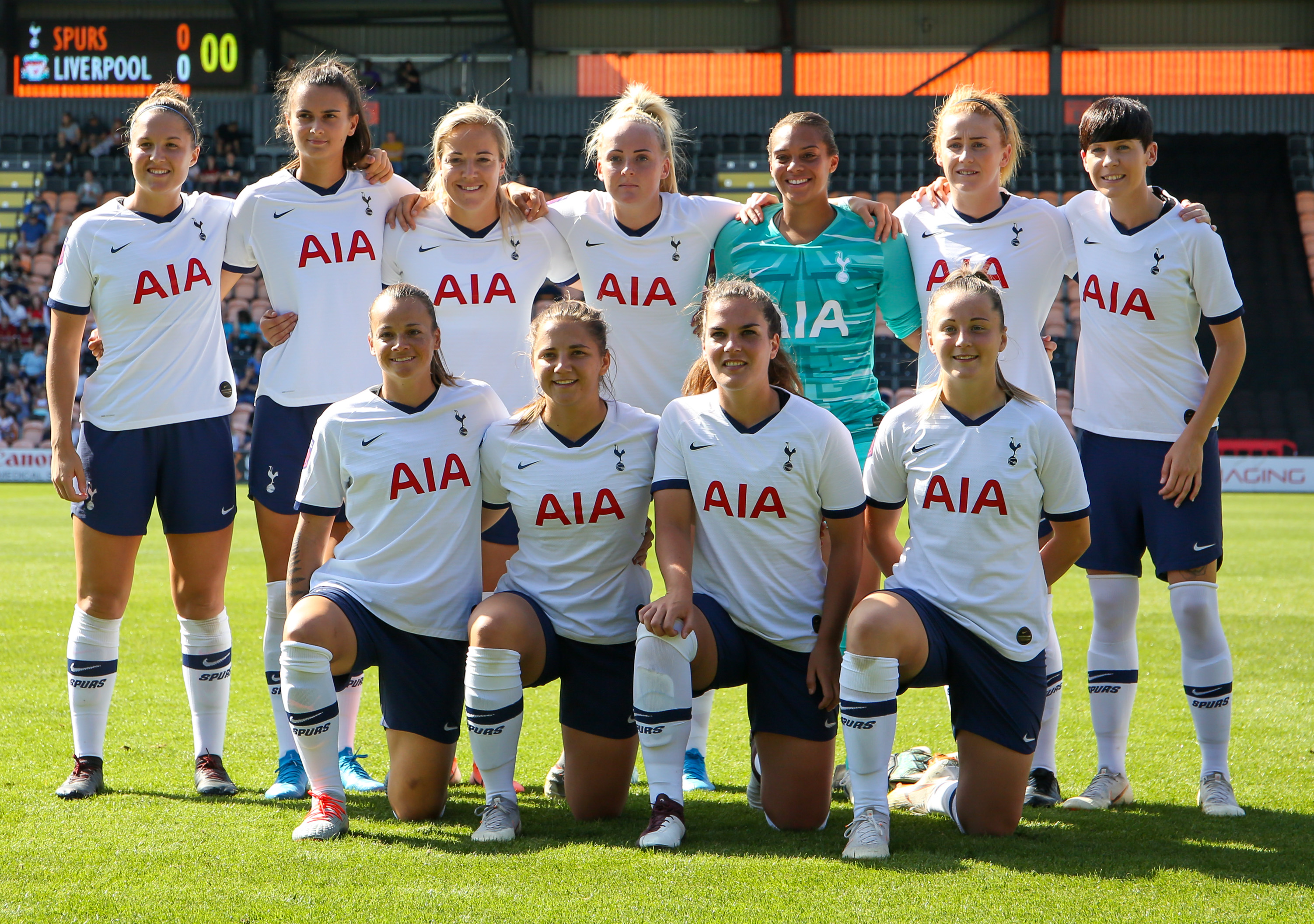
«Тоттенхэм Хотспур» (Фернесс в верхнем ряду, вторая справа) перед матчем Женской суперлиги ФА против «Ливерпуля» (1:0), 17 сентября 2019 года. В этом матче Фернесс отличится дебютным голом за «Тоттенхэм», став автором первого в истории гола команды в элитном дивизионе

6 сентября 2019 года перешла на правах аренды из «Рединга» в «Тоттенхэм Хотспур», вышедшего из Чемпионшипа и дебютировавшего в Женской суперлиге ФА. Срок аренды рассчитан до конца сезона. 8 сентября 2020 года дебютировала за «Тоттенхэм» в выездном матче суперлиги против «Челси» (0:1), выйдя в стартовом составе и отыграв все 90 минут. 15 сентября 2019 года забила свой первый гол за «Тоттенхэм Хотспур» в домашнем матче против «Ливерпуля» (1:0), реализовав удар с пенальти на 45+1 минуте игры и принеся первую победу своей команде, после выхода в Женскую суперлигу ФА. Фернесс стала автором первого в истории гола «Тоттенхэма» в элитном дивизионе, а этот поединок стал дебютным матчем для команды на домашнем стадионе «Хайв». 17 ноября 2019 года провела одну из последних своих игр в составе «Сперс» в домашнем матче Северолондонского дерби против «Арсенала» (0:2), в котором был установлен рекорд по посещаемости среди матчей Женской суперлиги ФА; эту игру посетило 38 262 зрителя. 28 декабря 2019 года вернулась из аренды в «Рединг». Всего с сентября 2019 года провела 11 матчей за «Тоттенхэм» в Женской суперлиге ФА и Кубке футбольной лиги.
28 декабря 2019 года во время зимнего трансферного окна подписала контракт с клубом женской суперлиги «Ливерпуль», находящегося на тот момент на 11-м месте (с 12-ти) в турнирной таблице. С января 2017 года провела 36 (+7) матчей в составе «Рединга», в которых забила 5 мячей. 5 января 2020 года дебютировала за «Ливерпуль» в выездном матче суперлиги против «Брайтон энд Хоув Альбион» (0:1), выйдя в стартовом составе и отыграв все 90 минут. В следующем матче, который состоялся 19 января 2020 года на выезде против «Бристоль Сити» (1:0), забила свой первый гол за «Ливерпуль» на 14-й минуте игры, принеся победу своей команде, которая стала первой для «Ливерпуля» в сезоне 2019/20. По итогам сезона «Ливерпуль» занял последнее место в турнирной таблице, набрав лишь 6 очей в 14 матчах, и выбыл в Чемпионшип.
17 августа 2020 года была назначена вице-капитаном «Ливерпуля». В первом матче «Ливерпуля» в сезоне 2020/21, который состоялся 6 сентября 2020 года, забила гол в домашнем матче против «Дарема» (1:1). 6 октября 2020 года получила награду «Игрока месяца ФК Ливерпуль» за сентябрь 2020 года, в котором она забила 4 мяча и помогла своей команде добыть 2 победы и 1 ничью в трёх матчах Чемпионшипа. Позже, 12 октября 2020 года, также была избрана «Игроком месяца Женского чемпионшипа ФА» за сентябрь 2020. 7 ноября 2020 года стала вновь «Игроком месяца ФК Ливерпуль», уже за октябрь 2020, за который она забила 2 гола в 3 матчах. 9 апреля 2021 года в матче за сборную Северной Ирландии получила травму (перелом левой малоберцовой кости), из-за которой пропустит от 4 до 6 недель, включая матч Кубка Англии против «Лестер Сити» и оставшиеся 2 матча сезона в Чемпионшипе. По итогам сезона 2020/21 «Ливерпуль» занял 3-е место в Чемпионшипе, набрав 39 очей, а Фернесс с 7 голами в 19 матчах во всех турнирах стала лучшим бомбардиром в своей команде.

## Карьера в сборной
Рейчел Фернесс представляла сборную Северной Ирландии до 17 и до 19 лет.
5 марта 2005 года в возрасте 16 лет дебютировала за сборную Северной Ирландии в матче против сборной Швеции. 29 октября 2005 года забила свой первый гол за сборную Северной Ирландии в выездном матче отборочного турнира к чемпионату мира 2007 года против сборной Румынии (2:3), отличившись на 70-й минуте игры. 25 августа 2010 года забила свой первый хет-трик в составе сборной Северной Ирландии в домашнем матче отборочного турнира к чемпионату мира 2011 года против сборной Хорватии (3:1), отличившись на 1-й, 51-й и 59-й минутах игры. В этой отборочной кампании Северная Ирландия финишировала на 3-м месте после сборных Франции и Финляндии, набрав 11 очей в 10 матчах. 19 ноября 2011 года помогла своей сборной одержать победу на бывшими чемпионами мира и олимпийских игр сборной Норвегии (3:1), отличившись голом на 74-й минуте домашнего матча отборочного турнира к чемпионату Европы 2013 года, установив окончательный счёт.

## Статистика

### Клубная
| Выступление         | Выступление      | Выступление      | Лига | Лига | Кубок | Кубок | Кубок лиги | Кубок лиги | Еврокубки | Еврокубки | Прочие | Прочие | Итого | Итого |
| Клуб                | Лига             | Сезон            | Игры | Голы | Игры  | Голы  | Игры       | Голы       | Игры      | Голы      | Игры   | Голы   | Игры  | Голы  |
| ------------------- | ---------------- | ---------------- | ---- | ---- | ----- | ----- | ---------- | ---------- | --------- | --------- | ------ | ------ | ----- | ----- |
| Рединг              | Суперлига        | 2017/18          | 17   | 3    | 0     | 0     | 6          | 3          | —         | —         | 0      | 0      | 23    | 6     |
| Рединг              | Суперлига        | 2018/19          | 19   | 1    | 3     | 1     | 3          | 1          | —         | —         | 0      | 0      | 25    | 3     |
| Рединг              | Итого            | Итого            | 36   | 4    | 3     | 1     | 9          | 4          | —         | —         | 0      | 0      | 48    | 9     |
| → Тоттенхэм Хотспур | Суперлига        | 2019/20          | 9    | 1    | 0     | 0     | 2          | 0          | —         | —         | 0      | 0      | 11    | 1     |
| → Тоттенхэм Хотспур | Итого            | Итого            | 9    | 1    | 0     | 0     | 2          | 0          | —         | —         | 0      | 0      | 11    | 1     |
| Ливерпуль           | Суперлига        | 2019/20          | 4    | 4    | 2     | 0     | 0          | 0          | —         | —         | 0      | 0      | 6     | 4     |
| Ливерпуль           | Чемпионшип       | 2020/21          | 16   | 5    | 0     | 0     | 3          | 2          | —         | —         | 0      | 0      | 19    | 7     |
| Ливерпуль           | Чемпионшип       | 2021/22          | 2    | 0    | 0     | 0     | 0          | 0          | —         | —         | 0      | 0      | 2     | 0     |
| Ливерпуль           | Итого            | Итого            | 22   | 9    | 2     | 0     | 3          | 2          | —         | —         | 0      | 0      | 27    | 11    |
| Всего за карьеру    | Всего за карьеру | Всего за карьеру | 67   | 14   | 5     | 1     | 14         | 6          | —         | —         | 0      | 0      | 86    | 21    |

## Достижения

### Личные
- Лучший игрок месяца в Женском чемпионшипе ФА: сентябрь 2020[23]
- Лучший игрок месяца в ЖФК «Ливерпуль»: сентября 2020[22]